# 慕容皇后
慕容皇后（ぼようこうごう、生没年不詳）は、中国北魏の道武帝の皇后。後燕の恵愍帝慕容宝の娘。母は妃嬪の孟氏（北魏で溧陽君となった）。

## 生涯
397年、慕容宝が中山で北魏軍に敗れた。公主の慕容氏は捕虜になるが、道武帝の後宮に入れられて寵愛を受けた。400年（天興3年）、左丞相の衛王拓跋儀らが皇后として立てるよう上奏した。道武帝は朝廷の議論を受け、慕容氏に金人を鋳造させると、完成後に金人が立ったため、皇后に立てた。

## 伝記資料
- 『魏書』巻13 列伝第1
- 『北史』巻13 列伝第1